# Muzeum rakousko-uherského pivovarnictví
Muzeum rakousko-uherského pivovarnictví je muzeum v Dalešicích, je umístěno v areálu pivovaru v Dalešicích čp. 71. Založeno bylo v roce 2003, kdy v roce 2002 byl v areálu otevřen pivovar. Zřizováno je akciovou společností Akciový pivovar Dalešice. Muzeum je součástí Pivovarské cyklotrasy.

## Historie
Pivovar v Dalešicích vznikl pravděpodobně v druhé polovině 16. století, první písemná zmínka o pivovaru je z roku 1609, později působil jako pivovar až do roku 1977, kdy byl uzavřen. V roce 1999 změnil majitele a do roku 2002 byl rekonstruován, muzeum pak bylo otevřeno v roce 2003.

## Expozice
Ve sbírkách muzea je vybavení pivovaru z 19. století, kdy součástí jsou například varny, sladovnické věže, parní stroj či informace o filmu Postřižiny, který se v místním pivovaru natáčel. Součástí muzea jsou i tři prohlídkové trasy, kdy první se týká starého pivovarského provozu, druhá se zabývá dnešní výrobou piva a středověkými ležáckými sklepy a třetí se týká nového provozu, sklepů a ochutnávky piva. Součástí sbírky jsou i předměty z filmu Postřižiny, kdy například lze ve sbírkách nalézt kádě, kde se koupala při natáčení filmu Magda Vašáryová, mezi dalšími předměty jsou i kostýmy z filmu. Součástí muzea je i expozice s informacemi z dějin obce Dalešice.
V roce 2023 byla prohlídková trasa obnovena. Na stěny jsou nově promítány postavy z filmu Postřižiny, prohlídkovou trasu lze projít bez průvodce. Nově je otevřen prostor patra, kde vznikl kinosál, kde se standardně promítá film o historii pivovaru. Expozice nově cílí i na mladší návštěvníky.